# Thüringen (Vorarlberg)
Thüringen is een gemeente in de Oostenrijkse deelstaat Vorarlberg, gelegen in het district Bludenz (BZ). De gemeente heeft ongeveer 2300 inwoners.

## Geografie
Thüringen heeft een oppervlakte van 5,67 km². Het ligt in het westen van het land.
Bartholomäberg · Blons · Bludenz · Bludesch · Brand · Bürs · Bürserberg · Dalaas · Fontanella · Gaschurn · Innerbraz · Klösterle · Lech · Lorüns · Ludesch · Nenzing · Nüziders · Raggal · Sankt Anton im Montafon · Sankt Gallenkirch · Sankt Gerold · Schruns · Silbertal · Sonntag · Stallehr · Thüringen · Thüringerberg · Tschagguns · Vandans
- Gemeinsame Normdatei: 4527837-4
- Library of Congress Control Number: no2007047754
- Virtual International Authority File: 146956082